# Eupithecia orichloris
Eupithecia orichloris is een vlinder uit de familie van de spanners (Geometridae). De wetenschappelijke naam van de soort is voor het eerst geldig gepubliceerd in 1899 door Meyrick.
Bekend van deze soort is dat de rups op insecten jaagt. De rups houdt zich veelal op aan bladranden, maar eet niet van het blad. Wanneer een insect het achterlijf raakt van de rups, richt deze zich enigszins op, pakt met de echte poten het insect op, en eet deze vervolgens op.
De soort komt voor in de staat Hawaï, op de eilanden Hawaï, Kauai, Lanai, Maui en Oahu.